# Sören Pellmann

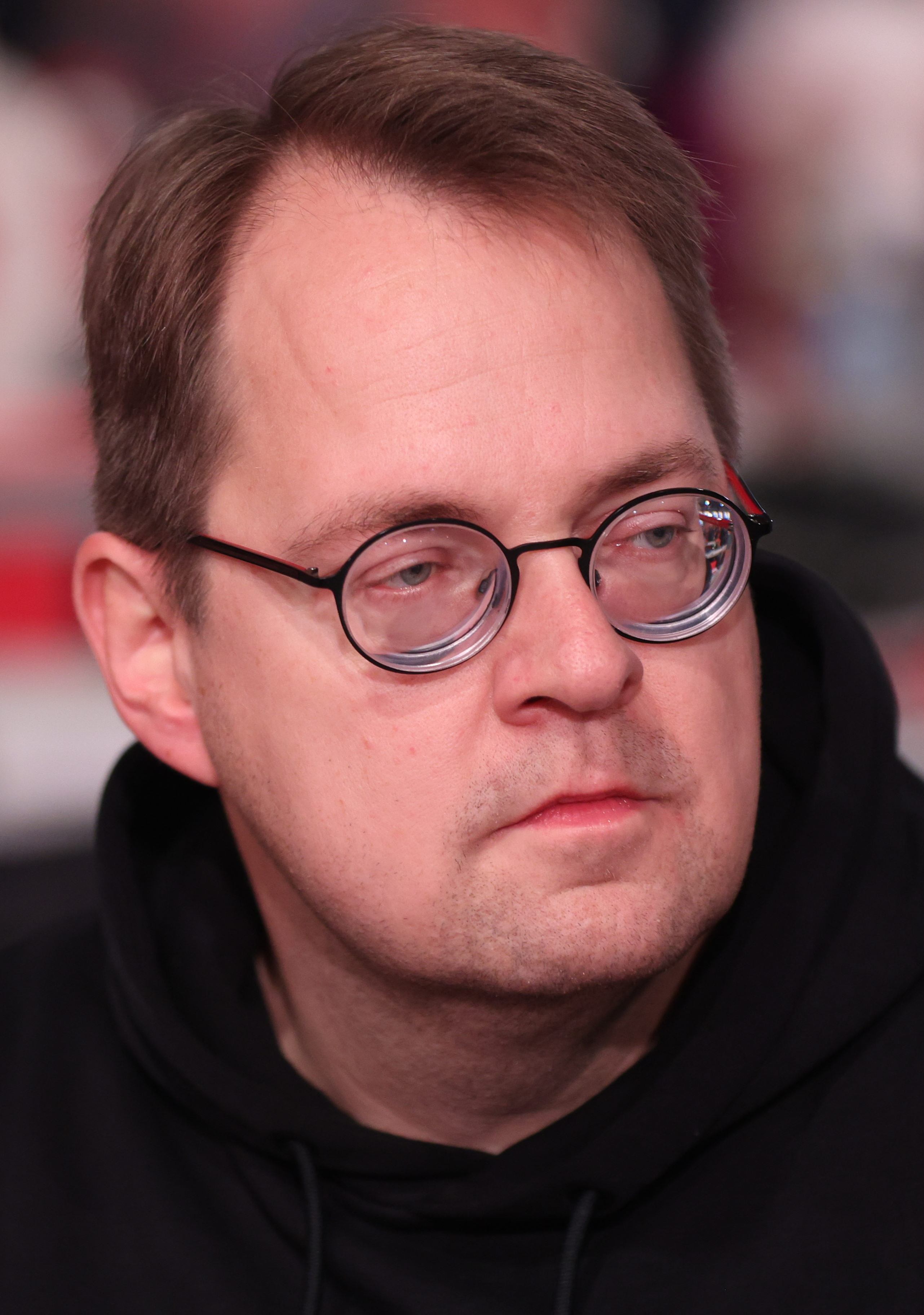
Sören Pellmann (2025)

Sören Pellmann (* 11. Februar 1977 in Leipzig) ist ein deutscher Politiker (Die Linke). Bei der Bundestagswahl 2017, 2021 und 2025 errang er das Direktmandat im Bundestagswahlkreis Leipzig II. Seit März 2025 ist er neben Heidi Reichinnek Vorsitzender der Fraktion Die Linke im Bundestag.

## Leben
Sören Pellmann ist der Sohn des Historikers und PDS-Politikers Dietmar Pellmann. Von 1983 bis 1995 besuchte er zunächst die Polytechnische Oberschule „Adolf Hennecke“ und dann das Lichtenberg-Gymnasium in Leipzig-Grünau, an dem er 1995 sein Abitur ablegte. Daran schloss sich der Zivildienst bei der Stadt Leipzig in einem Heim für schwerst-mehrfach-behinderte Kinder und Jugendliche an.
Während seines Jura-Studiums an der Universität Leipzig arbeitete er u. a. für die damaligen Bundestagsabgeordneten Barbara Höll und Heidemarie Lüth. Im Anschluss studierte er bis 2009 Lehramt für Förderschulen mit den Schwerpunkten Geistigbehindertenpädagogik und Lernbehindertenpädagogik. Das anschließende Referendariat absolvierte er an der Lernförderschule „Adolph Diesterweg“ Leipzig und an der Förderschule für geistig Behinderte „Schule Rosenweg“ Leipzig. Seit Sommer 2012 ist er als Grundschullehrer beim Freistaat Sachsen angestellt, während der Wahrnehmung des Bundestagsmandats allerdings freigestellt. Um weiterhin auch in der Kommunalpolitik der Stadt Leipzig aktiv bleiben zu können, entschloss sich Pellmann, für die Sitzungstage des Deutschen Bundestages nach Berlin zu pendeln und in Leipzig wohnen zu bleiben.

## Politische Tätigkeit

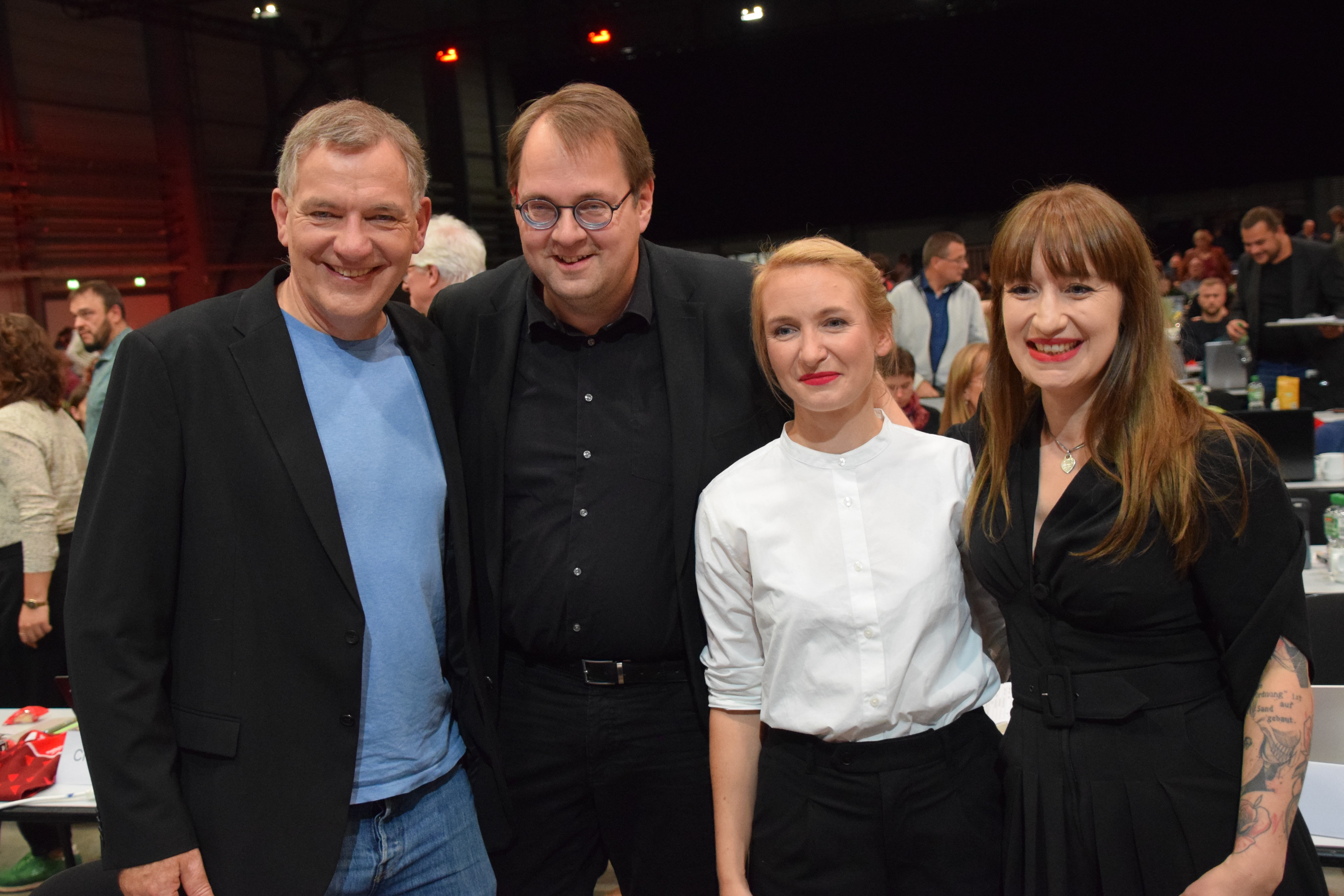
Sören Pellmann mit Jan van Aken, Ines Schwerdtner und Heidi Reichinnek (Halle, 2024)

Zu seinem 16. Geburtstag trat er in die Partei des Demokratischen Sozialismus (PDS) ein. Dort übte er verschiedene Funktionen aus (Ortsvorsitzender, Schiedskommission, Stadtvorstand Leipzig). Nach der 2007 erfolgten Vereinigung mit der Wahlalternative Soziale Gerechtigkeit (WASG) blieb er Mitglied in der Partei Die Linke. Dort war er Mitglied des Stadtvorstandes Leipzig, Pressesprecher, Wahlkampfleiter für verschiedene Wahlen und stellvertretender Stadtvorsitzender. Von 2015 bis 2019 war er Mitglied des Landesvorstandes von Die Linke Sachsen.
Mit der Kommunalwahl 2009 zog er in seinem Wahlkreis Leipzig-Grünau erstmals in den Leipziger Stadtrat ein und wurde 2014 – mit dem stadtweit besten prozentualen Ergebnis – wiedergewählt. Seit März 2012 ist er Fraktionsvorsitzender im Stadtrat zu Leipzig. 2019 wurde Pellmann erneut in den Leipziger Stadtrat gewählt.
Zur Bundestagswahl 2017 trat Sören Pellmann als Direktkandidat im Wahlkreis Leipzig II (153) an und konnte sich mit 25,3 % der Stimmen knapp gegen Thomas Feist (CDU), der den Wahlkreis 2009 und 2013 gewonnen hatte, durchsetzen. Damit errang er das einzige Direktmandat für die Linke außerhalb Berlins und erstmals ein Direktmandat für seine Partei in Sachsen. Im Deutschen Bundestag war er in der 19. Wahlperiode Mitglied im Petitionsausschuss und Sportausschuss. Er ist ebenfalls Mitglied im Ausschuss für Bildung, Forschung und Technikfolgenabschätzung sowie Obmann seiner Fraktion in diesem Ausschuss. Im Ausschuss für Familie, Senioren, Frauen und Jugend, dem Ausschuss für Arbeit und Soziales sowie in der Enquete-Kommission „Berufliche Bildung“ ist er stellvertretendes Mitglied.
Zur Bundestagswahl 2021 errang er mit 22,8 % der Stimmen erneut das Direktmandat. Damit verhalf er zusammen mit zwei Berliner Wahlkreiskandidaten seiner Partei – trotz Verfehlens der Fünf-Prozent-Hürde – aufgrund der Grundmandatsklausel zum Wiedereinzug in Fraktionsstärke in den Deutschen Bundestag. In der 20. Wahlperiode wurde er in die Fraktion Die Linke im Deutschen Bundestag zum Ostbeauftragten und Sprecher für Inklusion und Teilhabe gewählt, ebenso ist er der Sprecher der Landesgruppe Ost der Fraktion. 2022 kandidierte Pellmann als Co-Vorsitzender der Partei Die Linke. Er erhielt am 25. Juni 2022 auf dem Parteitag der Linken in Erfurt 31,6 % (176 Stimmen) und verlor gegen Martin Schirdewan.
Im Februar 2024 wurde er zusammen mit Heidi Reichinnek zum Vorsitzenden der Gruppe Die Linke im Bundestag gewählt.
Zur Bundestagswahl 2025 trat Pellmann erneut im Bundestagswahlkreis Leipzig II an und verteidigte sein Direktmandat mit 36,8 % zum zweiten Mal. Anschließend wurde er   zusammen mit Heidi Reichinnek kommissarisch als Fraktionsvorsitzender bestätigt, am 24. Juni 2025 wurden sie offiziell gewählt. Während der 21. Legislaturperiode ist er Obmann und ordentliches Mitglied des Petitionsausschusses und stellvertretendes Mitglied im Ausschuss für Arbeit und Soziales.

## Politische Positionen
Pellmann kritisierte den russischen Überfall auf die Ukraine 2022 „als schweren Bruch des Völkerrechts“ und als nicht zu rechtfertigen. Dennoch behauptete er als Mitunterzeichner einer Erklärung, dass sich die Vereinigten Staaten in der Vergangenheit ebenso nicht für eine militärische Entspannung des NATO-Russland-Konflikts einsetzten. Der außenpolitische Sprecher der Bundestagsfraktion der Linken Gregor Gysi zeigte sich angesichts des Briefs entsetzt. Pellmann sagte wenig später in einem Interview, „der Halbsatz, der nun herausgegriffen wird“, sei „eine in dieser Situation nicht ganz durchdachte Reaktion“ gewesen. Im Gespräch mit der taz im Februar 2025 sagte Pellmann, dass er den Brief „heute so nicht wieder unterschreiben“ würde. Im August 2023 wiederum sprach er sich gegen die Lieferung von Kampfjets an die Ukraine aus. Im Juli 2024 wurde Pellmann, der an einer Reise der Rosa-Luxemburg-Stiftung teilnahm, die Einreise in die Ukraine verweigert.